# Biron (Pirineos Atlánticos)
 Biron  es una población y comuna francesa, en la región de Aquitania, departamento de Pirineos Atlánticos, en el distrito de Pau y cantón de Lagor.

## Demografía
| 391 | 405 | 437 | 486 | 529 | 505 |
| Para los censos de 1962 a 1999 la población legal corresponde a la población sin duplicidades (Fuente: INSEE [Consultar]) |     |     |     |     |     |